# 1 500 meter för herrar i friidrott vid olympiska sommarspelen 1984
1 500 meter herrar vid olympiska sommarspelen 1984 i Los Angeles avgjordes 11 augusti. 

## Medaljörer
| Gren        | Guld                           | Guld         | Silver                      | Silver  | Brons                         | Brons   |
| 1 500 meter | Sebastian Coe · Storbritannien | 3.32,53 (OR) | Steve Cram · Storbritannien | 3.33,40 | José Manuel Abascal · Spanien | 3.34,30 |

## Resultat

### Final
| Placering | Final                     | Tid     |
| --------- | ------------------------- | ------- |
|           | Sebastian Coe (GBR)       | 3.32,53 |
|           | Steve Cram (GBR)          | 3.33,40 |
|           | José Manuel Abascal (ESP) | 3.34,30 |
| 4.        | Joseph Chesire (KEN)      | 3.34,52 |
| 5.        | Jim Spivey (USA)          | 3.36,07 |
| 6.        | Peter Wirz (SUI)          | 3.36,97 |
| 7.        | Andrés Vera (ESP)         | 3.37,02 |
| 8.        | Omar Khalifa (SUD)        | 3.37,11 |
| 9.        | Tony Rogers (NZL)         | 3.38,98 |
| 10.       | Steve Scott (USA)         | 3.39,86 |
| 11.       | Riccardo Materazzi (ITA)  | 3.40,74 |
| —         | Steve Ovett (GBR)         | DNF     |

### Semifinals
| Placering | Heat 1                    | Tid     |
| --------- | ------------------------- | ------- |
| 1.        | José Manuel Abascal (ESP) | 3:35.70 |
| 2.        | Steve Scott (USA)         | 3:35.71 |
| 3.        | Sebastian Coe (GBR)       | 3:35.81 |
| 4.        | Joseph Chesire (KEN)      | 3:35.83 |
| 4.        | Peter Wirz (SUI)          | 3:35.83 |
| 6.        | Tony Rogers (NZL)         | 3:36.48 |
| 7.        | Riccardo Materazzi (ITA)  | 3:36.51 |
| 8.        | Michael Hillardt (AUS)    | 3:38.12 |
| 9.        | Pascal Thiébaut (FRA)     | 3:40.96 |
| 10.       | James Igohe (TAN)         | 3:41.57 |

| Placering | Heat 2                  | Tid     |
| --------- | ----------------------- | ------- |
| 1.        | Steve Cram (GBR)        | 3:36.30 |
| 2.        | Jim Spivey (USA)        | 3:36.53 |
| 3.        | Andrés Vera (ESP)       | 3:36.55 |
| 3.        | Steve Ovett (GBR)       | 3:36.55 |
| 5.        | Omar Khalifa (SUD)      | 3:36.76 |
| 6.        | Uwe Becker (FRG)        | 3:37.28 |
| 7.        | Stefano Mei (ITA)       | 3:37.96 |
| 8.        | Peter O'Donoghue (NZL)  | 3:38.71 |
| 9.        | Marcus O'Sullivan (IRL) | 3:39.40 |
| 10.       | Pat Scammell (AUS)      | 3:40.83 |
| 11.       | Taplumanei Jonga (ZIM)  | 3:41.80 |

### Försöksheat
| Placering | Heat 1                      | Tid     |
| --------- | --------------------------- | ------- |
| 1.        | Joseph Chesire (KEN)        | 3:38.51 |
| 2.        | Omer Khalifa (SUD)          | 3:38.93 |
| 3.        | Stefano Mei (ITA)           | 3:39.25 |
| 4.        | Tony Rogers (NZL)           | 3:39.78 |
| 5.        | José Luis González (ESP)    | 3:47.01 |
| 6.        | Faouzi Lahbi (MAR)          | 3:47.54 |
| 7.        | Paul Ceesay (GAM)           | 3:59.14 |
| 8.        | Amor Masoud Al-Sharji (OMA) | 4:12.76 |
| —         | Antti Loikkanen (FIN)       | DNF     |

| Placering | Heat 2                     | Tid     |
| --------- | -------------------------- | ------- |
| 1.        | Pascal Thiébaut (FRA)      | 3:45.18 |
| 2.        | Sebastian Coe (GBR)        | 3:45.30 |
| 3.        | Andrés Vera (ESP)          | 3:45.44 |
| 4.        | Paul Donovan (IRL)         | 3:45.70 |
| 5.        | Jama Mohamed Aden (SOM)    | 3:46.80 |
| 6.        | Mohamed Alouini (TUN)      | 3:49.78 |
| 7.        | Dale Jones (ANT)           | 3:55.65 |
| 8.        | Kgomotso Balotthanyi (BOT) | 3:58.69 |
| —         | Oslen Barr (GUY)           | DNF     |

| Placering | Heat 3                   | Tid     |
| --------- | ------------------------ | ------- |
| 1.        | Steve Ovett (GBR)        | 3:49.23 |
| 2.        | Agberto Guimarães (BRA)  | 3:49.26 |
| 3.        | Marcus O'Sullivan (IRL)  | 3:49.65 |
| 4.        | Josephat Muraya (KEN)    | 3:51.61 |
| 5.        | Gawain Guy (JAM)         | 3:52.04 |
| 6.        | Claudio Patrignani (ITA) | 3:52.63 |
| 7.        | Mehdi Aidet (ALG)        | 3:53.92 |
| 8.        | Mouteb Al-Faouri (JOR)   | 3:59.85 |
| —         | Pierre Délèze (SUI)      | DNF     |

| Placering | Heat 4                     | Tid     |
| --------- | -------------------------- | ------- |
| 1.        | Joaquim Cruz (BRA)         | 3:41.01 |
| 2.        | Steve Scott (USA)          | 3:41.02 |
| 3.        | Michael Hillardt (AUS)     | 3:41.18 |
| 4.        | FPlacering O'Mara (IRL)    | 3:41.76 |
| 5.        | Alex Gonzalez (FRA)        | 3:42.84 |
| 6.        | Mark Handelsman (ISR)      | 3:45.05 |
| 7.        | Abderrahmane Morceli (ALG) | 3:45.09 |
| 8.        | Archfell Musango (ZAM)     | 3:46.99 |
| 9.        | Adamou Allassane (NIG)     | 3:56.43 |
| 10.       | Tito Rodrigues (SUR)       | 4:02.87 |

| Placering | Heat 5                    | Tid     |
| --------- | ------------------------- | ------- |
| 1.        | José Manuel Abascal (ESP) | 3:37.68 |
| 2.        | Peter Wirz (SUI)          | 3:37.75 |
| 3.        | Uwe Becker (FRG)          | 3:37.76 |
| 4.        | Riccardo Materazzi (ITA)  | 3:37.95 |
| 5.        | Pat Scammell (AUS)        | 3:39.18 |
| 6.        | James Igohe (TAN)         | 3:39.62 |
| 7.        | Tapfumaneyi Jonga (ZIM)   | 3:40.42 |
| 8.        | Isaac Ganunga (MAW)       | 3:53.86 |
| 9.        | Hugo Allan García (GUA)   | 3:57.59 |
| 10.       | Kim Bok-Joo (KOR)         | 4:02.63 |
| —         | Ibrahim Aziz (UAE)        | DNF     |

| Placering | Heat 6                      | Tid     |
| --------- | --------------------------- | ------- |
| 1.        | Steve Cram (GBR)            | 3:40.33 |
| 2.        | Jim Spivey (USA)            | 3:40.58 |
| 3.        | Peter O'Donoghue (NZL)      | 3:40.69 |
| 4.        | Abdi Bile (SOM)             | 3:40.72 |
| 5.        | Kipkoech Cheruiyot (KEN)    | 3:41.96 |
| 6.        | Zakaria Namonge (TAN)       | 3:45.55 |
| 7.        | Batulamai Rajakumar (MAS)   | 3:55.19 |
| 8.        | Jean-Marie Rudasingwa (RWA) | 3:57.62 |
| 9.        | Philip Sinon (SEY)          | 4:25.80 |
| 10.       | Diosdado Lozano (GEQ)       | 4:34.71 |
| —         | Omar Ortega (ARG)           | DNF     |